# Tellurocarbonylverbindungen

Allgemeine Struktur einer Telluro-carbonylverbindung (Tellurocarbonylgruppe blau gezeichnet, org. Rest = Alkyl, Aryl o. ä.):
Telluroaldehyd:
A = org. Rest, B = H
Telluroketon:
A, B = org. Rest
Telluroamid:
A = organischer Rest,
B = NH_{2}, NHR, NR^{1}R^{2}
Telluroharnstoff:
A = NH_{2}, NHR, NR^{1}R^{2},
B = NH_{2}, NHR^{3}, NR^{3}R^{4}

Tellurocarbonylverbindungen sind eine Stoffgruppe der organischen Chemie. Sie sind Analoga der Carbonylverbindungen, in denen das Sauerstoffatom einer Carbonylgruppe durch ein Telluratom ersetzt wurde. Demnach handelt es sich um Homologe der Thiocarbonylverbindungen und Selenocarbonylverbindungen.
Telluroaldehyde sind die Telluranaloga von Aldehyden und Telluroketone die Telluranaloga von Ketonen. Telluroamide sind die Telluranaloga von Amiden, Telluroharnstoffe sind Tellurananaloga von Harnstoffen.

## Eigenschaften
Tellurocarbonylverbindungen sind instabiler als ihre Schwefel- und Selenanaloga. Darum neigen Telluroketone und Telluroaldehyde zur Polymerisation oder zur Di- bzw. Trimerisierung. Obwohl in Bezug auf Telluroamide mesomere Grenzstrukturen beschrieben wurden, weshalb sie stabiler sind als Telluroaldehyde oder Telluroketone, sind auch diese instabil. Allerdings können sie z. B. durch Komplexierung mit Nebengruppenelementen stabilisiert werden. Im Zusammenhang mit organischen Tellurverbindungen wird häufig ein stechender Geruch beschrieben. Zudem handelt es sich häufig um farbige Substanzen.

## Synthese
Die Produkte sind häufig nicht isolierbar, sodass ihre Existenz lediglich durch ihre Diels-Alder-Addukte nachgewiesen wird.